# Fundoplicação de Nissen
Fundoplicatura de Nissen, ou simplesmente fundoplicatura, é um procedimento cirúrgico realizado para tratar doença do refluxo gastroesofágico e hérnia de hiato. Considerada a mais usada técnica operatória para tratar a doença do refluxo gástro-esofágico (DRGE).

## História
Dr. Rudolph Nissen (1896–1981) foi o primeiro cirurgião a usar este procedimento em 1955 e publicou os resultados de dois casos no jornal médico semanal suíço "Swiss Medical Weekly", em 1956. Em 1961, ele publicou um estudo mais detalhado do procedimento. Nissen, originalmente, chamou a cirurgia de "gastroplicatura". O procedimento carrega seu nome desde que ganhou popularidade nos anos 70.
Esta cirurgia consiste no envolvimento completo de 360º do esófago distal pelo fundo gástrico, formando uma válvula anti-refluxo. A abordagem, feita por via abdominal (laparoscópica ou laparotômica), é uma das técnicas mais utilizadas para correção desta situação.

### Técnicas derivadas
Alguns médicos alteraram os ângulos da "gravata" esofageal de Nissen mudando o procedimento, seus resultados e seu nome: se for de 180º, chama-se Parcial 180 ou de Dor; se for de 270º, chama-se Parcial 270 ou de Toupet; se for de 240, Parcial 240 ou de Guarner.

## Complicações
A técnica Nissen é, geralmente, considerada segura e eficaz, com uma taxa de mortalidade inferior a 1%. Os estudos mostraram que, após 10 anos, 89,5% dos pacientes ainda estão livres de sintomas do refluxo.
Só que, mesmo assim, existem complicações que incluem a "Síndrome da Bolha Gasosa", disfagia (dificuldade para engolir), Síndrome de Dumping, cicatrização excessiva, lesão do nervo vago e, raramente, acalasia. A fundoplicatura também pode se desfazer com o tempo em cerca de 5-10% dos casos, levando à recorrência dos sintomas. Se os sintomas indicarem uma repetição da cirurgia, o cirurgião pode usar o Marlex ou outra forma de malha artificial para reforçar a ligação.A Síndrome do Intestino Irritável (SII) induzida pelo procedimento também pode ocorrer.
A "Síndrome da Bolha Gasosa", a qual surgiu devido a este tipo de procedimento cirurgico, pode alterar a capacidade mecânica do estômago de eliminar o ar engolido por eructação, levando a um acumulo de gás no estômago ou no intestino delgado, podendo causar cólicas e dores abdominais frequentes. Dados variam, mas algum grau de inchaço por gás pode ocorrer em 41% dos doentes tratados com Nissen, sendo menor em pacientes submetidos à Fundoplicatura Parcial Anterior. A síndrome é geralmente auto-limitada (de 2 a 4 semanas), mas, em alguns casos, pode persistir por toda vida. O gás acumulativo também pode vir de fontes alimentares (bebidas carbonatadas, especialmente) ou involuntárias, como a deglutição de ar (denominada Aerofagia). Se esta síndrome pós-operatória não desaparecer com o tempo, restrições alimentares e correções para melhora na aerofagia podem ser necessários, seja por dilatação endoscópica com balão ou por repetição da cirurgia trocando-se a técnica de Nissen por uma Fundoplicatura parcial.
Vomitar e eructar (ou arrotar), muitas vezes, não são mais possíveis depois do procedimento de fundoplicatura de Nissen, em particular.
O vômito fica difícil ou mesmo impossível com esta fundoplicatura. Em alguns casos, o objetivo da presente operação é corrigir vômitos. No entanto, quando o seu objetivo é o de reduzir o refluxo gástrico, a dificuldade de vomitar pode ser um resultado indesejado. Inicialmente, o vómito é impossível, no entanto, pequenas quantidades de vómito podem ser produzidas depois da válvula esofageal se assentar ao longo do tempo.Em casos extremos,como intoxicação por álcool ou intoxicação alimentar, o paciente pode ser capaz de vomitar livremente.

## Referencias
1. Nissen R. [A simple operation for control of reflux esophagitis.]. Schweiz Med Wochenschr 1956; 86(Suppl 20):590-2.
2. Fein M, Bueter M, Thalheimer A, et al. Ten-year Outcome of Laparoscopic Antireflux Surgery. Journal of Gastrointestinal Surgery 2008; 12(11):1893-1899.
3. Mardani J, Lundell L, Lonroth H, et al. Ten-year results of a randomized clinical trial of laparoscopic total fundoplication with or without division of the short gastric vessels. Br J Surg 2009; 96(1):61-5.
4. Dallemagne B, Weerts J, Markiewicz S, et al. Clinical results of laparoscopic fundoplication at ten years after surgery. Surg Endosc 2006; 20(1):159-65.
5. Broeders JA, Rijnhart-de Jong HG, Draaisma WA, et al. Ten-year outcome of laparoscopic and conventional nissen fundoplication: randomized clinical trial. Ann Surg 2009; 250(5):698-706.
6. Cai W, Watson DI, Lally CJ, et al. Ten-year clinical outcome of a prospective randomized clinical trial of laparoscopic Nissen versus anterior 180( degrees ) partial fundoplication. Br J Surg 2008; 95(12):1501-5.
7. Booth MI, Stratford J, Jones L, Dehn TC. Randomized clinical trial of laparoscopic total (Nissen) versus posterior partial (Toupet) fundoplication for gastro-oesophageal reflux disease based on preoperative oesophageal manometry. Br J Surg 2008; 95(1):57-63.
8. Rossetti M, Hell K. Fundoplication for the treatment of gastroesophageal reflux in hiatal hernia. World J Surg 1977; 1(4):439-43.
9. Donahue PE, Larson GM, Stewardson RH, Bombeck CT. Floppy Nissen fundoplication. Rev Surg 1977; 34(4):223-4.
10. DeMeester TR, Bonavina L, Albertucci M. Nissen fundoplication for gastroesophageal reflux disease. Evaluation of primary repair in 100 consecutive patients. Ann Surg 1986; 204(1):9-20.
11. Dallemagne B, Weerts JM, Jehaes C, et al. Laparoscopic Nissen fundoplication: preliminary report. Surg Laparosc Endosc 1991; 1(3):138-43.
12. Dallemagne B. Laparoscopic Nissen Fundoplication. in Grandertath,Kamolz and Pointner (eds) Gastroesophageal Reflux Disease. Springer Wien NewYork. 2005.
13. Liebermann-Meffert D. [Surgical anatomy of the esophagogastric junction]. Helv Chir Acta 1981; 47(6):667-77.
14. Korn O, Stein HJ, Richter TH, Liebermann-Meffert D. Gastroesophageal sphincter: a model. Dis Esophagus 1997; 10(2):105-9.
15.Schauer PR, Meyers WC, Eubanks S, et al. Mechanisms of gastric and esophageal perforations during laparoscopic Nissen fundoplication. Ann Surg 1996; 223(1):43-52.
16. Catarci M, Gentileschi P, Papi C, et al. Evidence-based appraisal of antireflux fundoplication. Ann Surg 2004; 239(3):325-37.
17. Carlson MA, Frantzides CT. Complications and results of primary minimally invasive antireflux procedures: a review of 10,735 reported cases. Journal of the American College of Surgeons 2001; 193(4):428-439.